# Saint-Loup-en-Comminges
 Saint-Loup-en-Comminges  es una población y comuna francesa, en la región de Mediodía-Pirineos, departamento de Alto Garona, en el distrito de Saint-Gaudens y cantón de Boulogne-sur-Gesse.

## Demografía
| 109 | 84 | 46 | 46 | 36 | 40 |
| Para los censos de 1962 a 1999 la población legal corresponde a la población sin duplicidades (Fuente: INSEE [Consultar]) |    |    |    |    |    |